# Christoph Andreas Schlüter
Christoph Andreas Schlüter (auch: Christophorus Andreas Schlüter und Christophe-André Schlutter sowie Christophe André Schlutter; * 1668 in Goslar; † 1743 ebenda) war ein deutscher Zehntner, Metallurg, Metallhüttenfachmann und Autor.

## Leben

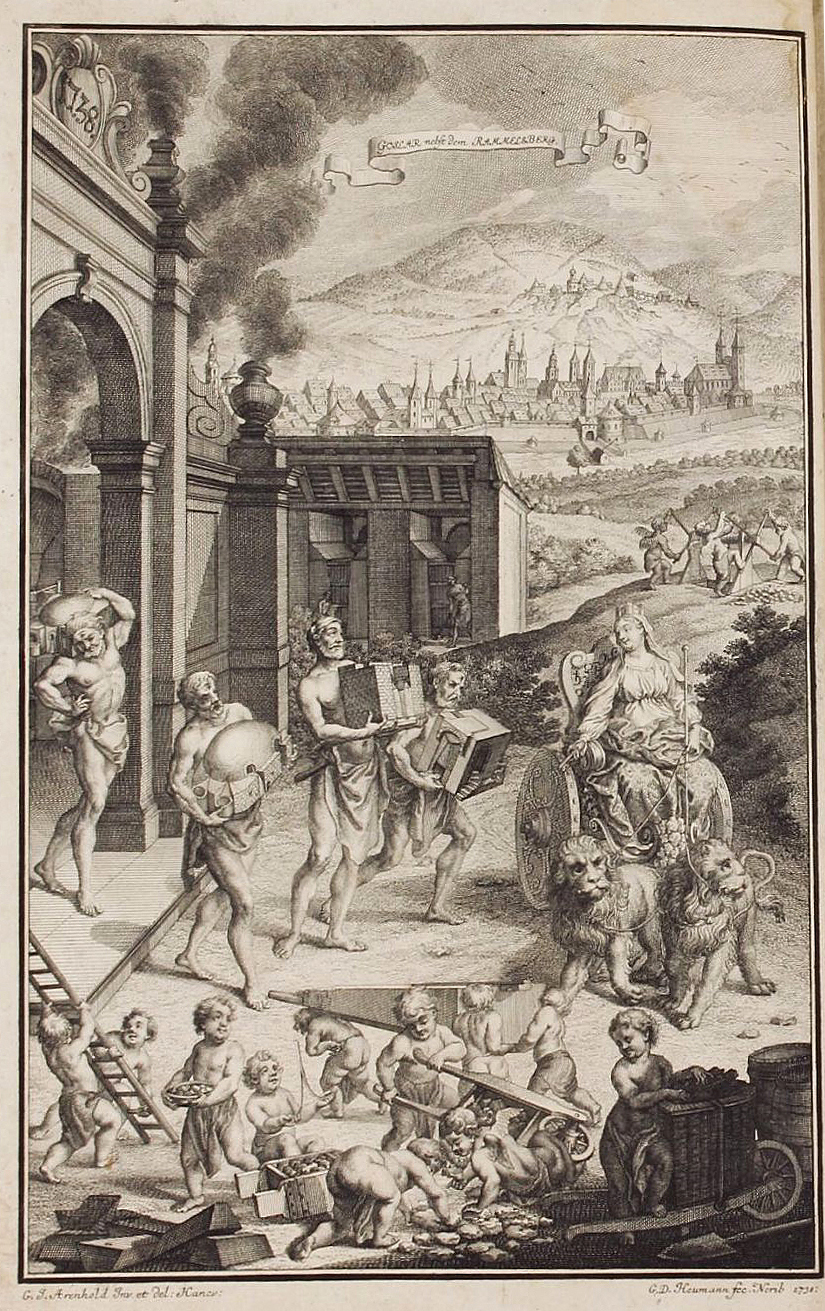
„Goslar nebst dem Rammelsberg“, Frontispiz zu Schlüters Standardwerk Gründlicher Unterricht von Hütte-Werken;
Kupferstich von Georg Daniel Heumann nach Gerhard Justus Arenhold, 1730

Christoph Andreas Schlüter wurde 1668 in Goslar geboren als Sohn des Goslarer „Hüttenreuters“ Heinrich Zacharias Schlüter.
Er heiratete 1702 Magdalena Elisabeth Trumph, Tochter des Goslarer Arztes und Bürgermeisters Johann Georg Trumph und der Lucia Margareta Trumph, und wurde im selben Jahr Hüttenreuter am Rammelsberg. Ab 1709 nahm er die Aufgaben des Bergschreibers wahr, ab 1717 die des Zehntgegenschreibers.
In den Jahren von 1724 bis 1743 wirkte Schlüter sowohl als Zehntner und als auch als Leiter des Bergamtes in Goslar.
1750 und 1753 veröffentlichte Schlüter die beiden Bände seines metallurgisch-historischen Grundwerks Gründlicher Unterricht von Hütte-Werken. Seine Sammlung befindet sich im Geowissenschaftlichen Museum der Universität Göttingen .

## Schriften
- Nuptiis Auspicatissimis Viri Noblissimi, Experientissimi Amplissimiq[ue] Dn. Christophori Andreæ Schlüteri ... & Noblissimæ supraq[ue] seculi genium Ornatissimæ Virginis Magdalenæ Elisabethæ Trumphiæ ... D. 14. Novembris 1702 ... celebrandis debiti, honoris non minus quam submissæ in Dn. Parentem observantiæ ... mente manuque applaudit Amicus, Typis Dunckerianis: Goslariae, 1702; Digitalisat über die Herzog August Bibliothek Wolfenbüttel
- Gründlicher Unterricht Von Hütte-Werken : Worin gezeiget wird, Wie man Hütten-Werke auch alle dazu gehörige Gebäude und Oefen aus dem Fundament recht anlegen solle, auch wie sie am Hartz und andern Orten angeleget sind ; Und wie darauf die Arbeit bey Gold- Silber- Kupfer- und Bley-Ertzen, auch Schwefel- Vitriol- und Aschen-Werken geführet werden müsse ; Nebst einem vollständigem Probier-Buch, darin enthalten wie allerley Ertze auf alle Metalle zu probieren, die Silber auf unterschiedene Art fein zu brennen, Gold und Silber mit Vortheil zu scheiden und alles, so dazu gehöret, zu verrichten ; Mit verschiedenen zu beyden Theilen gehörigen und nach dem Maaß-Stabe verfertigten Kupfern auch nöthigen Registern herausgegeben ..., Braunschweig: gedruckt bei Friedrich Wilhelm Meyer, 1738; Digitalisat über die Bayerische Staatsbibliothek
- De la fonte, des mines, des fonderies, &c ... Qui traite des Essais des Mines & Métaux, de l'Affinage & Raffinage de l'Argent, du Départ de l'Or, & ... (= Gründlicher Unterricht von Hütte-Werken ...), in französischer Sprache, 2 Bände, 58 Stiche, Paris: La veuve Pissot, J.-T. Herissant, Pissot fils, 1750–1753; Digitalisat über die Österreichische Nationalbibliothek